# ジェイ・ヒープス
ジェイ・ヒープス（Jay Heaps 、1976年8月2日 - ）は、アメリカ合衆国・ニューハンプシャー州ナシュア出身の元同国代表サッカー選手。現役時代のポジションはDF。
引退後はニューイングランド・レボリューションの監督を経て、USLプロフェッショナルリーグに所属するバーミンガム・リージョンFCの会長を務めている。

## 選手経歴

### クラブ
デューク大学卒業後、1999年のMLSスーパードラフトでマイアミ・フュージョンの指名を受け入団。
2001年シーズン前、ニューイングランド・レボリューションに移籍。2009年シーズン終了をもって現役を引退。

### 代表
2009 CONCACAFゴールドカップのハイチ戦で代表戦初出場。

## 指導者経歴
2011年11月14日、ニューイングランド・レボリューションの監督就任が発表された。初年度から好成績を残し、2014年シーズンにはMLSカップ進出を果たした。
しかし2017年シーズンのイースタン・カンファレンスでは7月時点で11チーム中10位と低迷。9月18日、成績低迷の責任をとらされる形で監督を解任された。

### 成績
2017年9月10日現在
| チーム                               | 就任           | 離任          | 記録 | 記録 | 記録 | 記録 | 記録  |
| チーム                               | 就任           | 離任          | P    | W    | D    | L    | Win % |
| ------------------------------------ | -------------- | ------------- | ---- | ---- | ---- | ---- | ----- |
| ニューイングランド・レボリューション | 2011年11月11日 | 2017年9月18日 | 221  | 89   | 88   | 44   | 040.3 |
| Total                                | Total          | Total         | 221  | 89   | 88   | 44   | 040.3 |

## 所属クラブ

### 選手
ユース
- デューク大学 2005-2008

プロ
- マイアミ・フュージョン 1999-2000
- ニューイングランド・レボリューション 2001-2009

### 監督
- ニューイングランド・レボリューション 2011-2017

## タイトル

### 選手時代
ニューイングランド・レボリューション
- USオープンカップ：1回（2007）
- スーパーリーガ：1回（2008）

個人
- MLS年間最優秀新人（1999）